# سادي بنينج
سادي بنينج (بالإنجليزية: Sadie Benning)‏ هي مصورة فيديو ‏ ورسامة وموسيقية أمريكية، ولدت في 11 أبريل 1973 في ميلواكي في الولايات المتحدة.

## وصلات خارجية
- سادي بنينج على موقع IMDb (الإنجليزية)
- سادي بنينج على موقع ميوزك برينز (الإنجليزية)
- سادي بنينج على موقع أول موفي (الإنجليزية)
- سادي بنينج على موقع ديسكوغز (الإنجليزية)
- سادي بنينج على موقع قاعدة بيانات الفيلم (الإنجليزية)